# Feuerwehr Herne
Die Feuerwehr Herne ist die Feuerwehr der kreisfreien Stadt Herne in Nordrhein-Westfalen. Sie ist Teil der Stadtverwaltung Herne und wird als Fachbereich 33 geführt, der dem Dezernat VI angegliedert ist.
Neben den 150 hauptamtlichen Feuerwehrleuten gibt es 200 freiwillige Kräfte. Diese sorgen für die nichtpolizeiliche Gefahrenabwehr innerhalb der Stadt und leisten auch über die Stadtgrenzen hinaus überörtliche Hilfe.

## Berufsfeuerwehr
Der Berufsfeuerwehr stehen zwei Wachen zur Verfügung:
- Wache 1: Sodinger Straße, Herne-Mitte
- Wache 2: Stöckstraße, Herne-Wanne

Auf einem Grundstück an der Werkshallenstraße soll der Neubau der Feuer- und Rettungswache 1 entstehen. Hier sollen später neben der Berufsfeuerwehr auch der Löschzug Baukau untergebracht werden. Fertig sein soll sie voraussichtlich 2027.

## Rettungsdienst und Krankentransport
Der Rettungsdienst im Stadtgebiet Herne wird durch die Berufsfeuerwehr sichergestellt. Neben den Johannitern ist das Unternehmen Falck seit 2019 auch in die Herner Notfallrettung integriert. Der qualifizierte Krankentransport wird durch Drittanbieter übernommen.

## Freiwillige Feuerwehr
Im Einzelnen existieren folgende Löschzüge:
- 11 Sodingen
- 12 Baukau
- 13 Eickel
- 14 In der Wanne
- 15 Bickern-Crange
- 17 Herne-Mitte
- 18 Holsterhausen
- 19 Röhlinghausen

Der Löschzug 16 (Süd) wurde 2019, aufgrund einer Neuordnung der Löschzüge, vom Leiter der Feuerwehr, geschlossen.
Es existieren neben den zwei Wachen der Berufsfeuerwehr, einer auf Herner Stadtgebiet sowie der ehemalige Wache der Feuerwehr Wanne-Eickel, auch fünf Feuerwehrhäuser der Freiwilligen Feuerwehr: das Feuerwehrhaus Ost (11) in Sodingen, das Feuerwehrhaus West (21) in Wanne am Standort der Wache 2, das Feuerwehrhaus Röhlinghausen (22) im gleichnamigen Stadtteil, das Feuerwehrhaus Eickel (23) ebenfalls im gleichnamigen Stadtteil und das Feuerwehrhaus Mitte (31) im Stadtteil Holsterhausen.

### Hauptaufgaben der Sondereinheiten
Um die Berufsfeuerwehr bei speziellen Aufgaben zu unterstützen, existieren mehrerer sogenannter Sondereinheiten:
Führungsunterstützung (Unterstützung des Einsatzleiters bei der Erfüllung seiner Aufgaben mit einer Führungseinheit und -mitteln), Wasserrettung (Erfüllung von Aufgaben an und auf Gewässern) und Höhenrettung (Erfüllung von Aufgaben in der Höhe und Tiefe). Seit Januar 2023 existiert ebenfalls die Sondereinheit ABC, welche die Berufsfeuerwehr mit Personal sowie Fahrzeugen bei Einsätzen mit Gefahrgütern unterstützen soll. Bisher wurde diese Aufgabe durch die Mitglieder des Feuerwehrhauses Mitte übernommen.

### Nachwuchsgewinnung
Für den Feuerwehrnachwuchs gibt es in Herne seit 1992 vier Jugendfeuerwehren, sowie seit 2019 inzwischen vier Kinderfeuerwehren.
Die Jugendfeuerwehren sind nach den ehemaligen Herner Zechen Shamrock, Pluto, Constantin und Unser Fritz benannt. Die Jugendfeuerwehren werden durch Mitglieder der Freiwilligen Feuerwehr ausgebildet, unterstehen aber keinem Löschzug.

## Hilfsorganisationen
In Herne existieren neben der Feuerwehr noch weitere Hilfsorganisationen, welche die nicht-polizeiliche Gefahrenabwehr im Katastrophenschutz sicherstellen:
DRK Kreisverband Herne und Wanne-Eickel e. V., ASB Regionalverband Herne-Gelsenkirchen e. V., THW Ortsverband Herne und THW Ortsverband Wanne-Eickel.
Als eine der wenigen Städte in Deutschland, kann Herne auf zwei Ortsverbände des Technischen Hilfswerks zurückgreifen.
Die Sanitätseinheiten der Herner Hilfsorganisationen sind regelmäßig zusammen mit Bochumer Hilfsorganisationen im Rahmen des Katastrophenschutz-Konzepts „Patiententransportzug 10 NRW (PTZ-10)“ im überörtlichen Einsatz bei Evakuierungen aufgrund von Bombenfunden. Dafür wird durch die Sondereinheit Führungsunterstützung ein Führungsfahrzeug und durch die Feuerwehr Führungspersonal gestellt.

## Alarmierung von Feuerwehr, Rettungsdienst und Hilfsorganisationen
Seit 2016 erfolgt die Alarmierung der Feuerwehren, Rettungsdienste und Hilfsorganisationen im Herner Stadtgebiet über ein zweigleisiges System bestehend aus dem Digitalalarm POCSAG mit Pager und dem webbasierten Alarmserver GroupAlarm. Zunächst werden die Einsatzkräfte vom Einsatzleitsystem aus über den Digitalalarm kontaktiert. Parallel wird ein Alarm von GroupAlarm an weitere Gruppen und Personen per SMS gesendet. In dieser Kombination ist es möglich, beide Alarmierungswege parallel oder mit „Entweder-Oder-Szenarien“ zu betreiben.

### Alarmierung der Freiwilligen Feuerwehr
Die Alarmierung der einzelnen Löschzüge der Freiwilligen Feuerwehr, erfolgt in der Regel standortweise nach Postleitzahl des Einsatzortes:
| PLZ Einsatzort        | Standort                                         | Löschzüge                       |
| --------------------- | ------------------------------------------------ | ------------------------------- |
| 44623 / 44625 / 44629 | Feuerwehrhaus Mitte                              | Holsterhausen und Mitte         |
| 44627 / 44628         | Feuerwehrhaus Ost                                | Baukau und Sodingen             |
| 44649 / 44653         | Feuerwehrhaus West                               | Bickern-Crange und In der Wanne |
| 44651 / 44652         | Feuerwehrhaus Eickel Feuerwehrhaus Röhlinghausen | Eickel und Röhlinghausen        |

## Leitstellenverbund
Die Berufsfeuerwehren Herne und Bochum kooperieren im Betrieb ihrer Leitstellen miteinander. Dabei ist das Ziel die Vereinheitlichung der Leitstellentechnik und eine Redundanz im Falle technischer Probleme der anderen Leitstelle. Hierdurch kann im Fall eines Totalausfalls der Leitstelle, die andere Leitstelle (mit eigenem Personal) übernehmen als auch die andere Feuerwehr bei Groß- und Flächenlagen unterstützen.